# Музей історії виноградарства та виноробства (Новочеркаськ)
Музей історії виноградарства і виноробства (рос. Музей истории виноградарства и виноделия) ― музей у місті Новочеркаськ, Ростовська область, Росія.
Основним завданням музею є ознайомлення фахівців та інших відвідувачів з історією виноградарства і виноробства на донської землі. В колекції музею представлено понад 500 музейних експонатів: оригінали, макети, фото, картини, посуд і т. д.

## Історія і опис
Музей створений при Всеросійському науково-дослідному інституті виноградарства і виноробства імені Я. І. Потапенка в 1972 році на основі невеликої експозиції. Одним із засновників музею є ентузіаст-історик Я. І. Потапенко, також над його створенням працювали археологи-історики Е. І. Савченко, М. І. Крайсвітний.
Музей має у своєму розпорядженні численні експонати, які розповідають про історію виноградарства і виноробства на Дону, тут знаходяться і стенди з історії античного виноградарства і виноробства. Зібрані зразки судин для виноробства, античного чорнолакового посуду для пиття вина, унікальні копії срібних з позолотою чаш-фіал, які знайдені при розкопках Садового кургану в 1962 р. На дно чаш поміщені накладні карбовані медальйони зі сценками з грецьких міфів. Також в експозиції музею представлено погруддя жінки ― сарматської «цариці» роботи відомого вченого М. М. Герасимова.
Інтерес для відвідувачів музею представляє і розділ, який присвячений появі культури винограду на Дону (VIII-Х ст.) в період панування Хазарського каганату, а також карта поширення культури винограду на Дону.
У розділі козачого виноградарства і виноробства містяться ряд експонатів: виноградарські ножі, корито для давки винограду, різні зразки посуду для виноробства і винопиття, братини та інші різноманітні виноградарські знаряддя і виноробне обладнання, характерні для дрібного приватновласницького виробництва.
В експозиції, що присвячена О. С. Пушкіну, який не раз у своїх творах оспівував донський виноград і вино, крім інших експонатів, представлені мармуровий бюст поета і пляшка з-під «Цимлянського ігристого вина», сучасниці поета.
Про історію інституту розповідає експозиція в окремому залі. В ній відвідувачам пропонується оглянути муляжі різних сортів винограду інститутської селекції, зразки оформлення інститутських вин, численні нагороди за продукцію на різних конкурсах, виставках. Також представлені портрети вчених інституту: Я. І. Потапенка, Е. І. Захарової, М. А. Лазаревського, А. М. Алієва.
У музеї відкрито розділ сувенірів і подарунків гостей інституту. В «Книгах відгуків» зібрані автографи та побажання багатьох російських і закордонних знаменитих відвідувачів. За 35 років роботи музею його відвідали відомі діячі мистецтва, науки, політики, вчені, космонавти, мандрівники: маршал А. Гречко, великі мандрівники Тур Геєрдал і Ю. Сенкевич, космонавт О. А. Леонов, іноземні делегації з багатьох країн.
Унікальний стенд розповідає про дружбу інституту з відомим вченим і мандрівником Туром Геєрдалом. Тут представлені моделі бальсового плоту «Кон-Тики», етикетки вин «Кон-Тики», «Ра», які були затверджені Туром Геєрдалом, його книги й фотографії з автографами.